# Sidney Luft
Michael Sidney „Sid“ Luft (* 2. November 1915 in New York City, New York; † 16. September 2005 in Santa Monica, Kalifornien) war ein US-amerikanischer Filmproduzent.

## Leben
Als Produzent tat er sich insbesondere bei zwei Kinofilmen hervor. Zum einen die 1947er Komödie Kilroy Was Here von Phil Karlson mit den beiden früheren Kinderstars Jackie Cooper und Jackie Coogan in den Hauptrollen, zum anderen George Cukors beliebtes Judy-Garland-Vehikel Ein neuer Stern am Himmel (A Star Is Born, 1954).
Sidney Luft war von 1943 bis 1950 mit der Schauspielerin Lynn Bari verheiratet, von 1952 bis 1965 mit Judy Garland, mit der er die Kinder Lorna Luft und Joey Luft hatte. Er ist der Stiefvater von Liza Minnelli. In vierter Ehe war er von 1993 bis zu seinem Tod mit der Schauspielerin Camille Keaton verheiratet.
Er starb am 15. September 2005 in Santa Monica im Alter von 89 Jahren.

## Filmografie
- 1947: Kilroy Was Here
- 1948: French Leave
- 1954: Ein neuer Stern am Himmel (A Star Is Born)
- 1955: Ford Star Jubilee (Fernsehserie, Episode The Judy Garland Special)
- 1956: General Electric Theater (Fernsehserie, Episode Judy Garland Musical Special)
- 1997: Judy Garland's Hollywood (Dokumentarfilm)